# Олтенешти (Васлуј)
Олтенешти (рум. Olteneşti) насеље је у Румунији у округу Васлуј у општини Олтенешти. Oпштина се налази на надморској висини од 142 m.

## Становништво
Према подацима из 2002. године у насељу је живело 3068 становника, од којих су сви румунске националности.

### Хронологија
| Година       | 1992 | 1993 | 1994 | 1995 | 1996 | 1997 | 1998 | 1999 | 2000 | 2001 | 2002 | 2003 | 2004 | 2005 | 2006 | 2007 | 2008 | 2009 | 2010 | 2011 | 2012 | 2013 | 2014 | 2015 | 2016 | 2017 |
| ------------ | ---- | ---- | ---- | ---- | ---- | ---- | ---- | ---- | ---- | ---- | ---- | ---- | ---- | ---- | ---- | ---- | ---- | ---- | ---- | ---- | ---- | ---- | ---- | ---- | ---- | ---- |
| Становништво | 3100 | 3060 | 3055 | 3076 | 3092 | 3101 | 3065 | 3069 | 3042 | 3013 | 3018 | 3009 | 2994 | 2955 | 2920 | 2896 | 2889 | 2872 | 2830 | 2804 | 2796 | 2768 | 2756 | 2736 | 2694 | 2671 |